# Ernesto Torregrossa
Ernesto Torregrossa, född 28 juni 1992 i Caltanissetta, är en italiensk fotbollsspelare som spelar för Sampdoria, på lån från Brescia